# Não Sei o que Lá
"Não Sei o que Lá" é uma canção da cantora e compositora Marília Mendonça em parceria com a dupla Maiara & Maraisa. Foi lançada em setembro de 2021 como o segundo e último single do álbum Patroas 35%.

## Composição
"Não Sei o que Lá" foi escrita por Dê Angelo, Rodrigo Nu12, Thales Lessa, Kaique e Felipe. A letra retrata um eu lírico que encara a mensagem do parceiro bêbado que envia áudios longos no WhatsApp e, com a função de acelerar áudios, não consegue entender o que o sujeito diz. Marília ainda utilizou a música para fazer um comentário sarcástico sobre áudios longos na rede social, afirmando que "é um podcast".

## Gravação
A canção foi gravada em 24 de julho de 2021, em Goiânia, durante uma live chamada As Patroas. A apresentação atingiu o pico de 400 mil visualizações simultâneas.

## Lançamento e recepção
"Não Sei o que Lá" foi lançada em 22 de setembro como o segundo e último single do álbum Patroas 35%, com música e videoclipes disponibilizados na mesma data. O vídeo da canção alcançou cerca de 1 milhão de visualizações em um dia. Em dezembro de 2021, o vídeo da faixa tinha 38 milhões de visualizações.
A canção foi o último single de Marília Mendonça lançado em vida.

## Certificações e vendas
| Região                                                        | Certificação | Unidades/vendas |
| ------------------------------------------------------------- | ------------ | --------------- |
| Brasil (PMB)                                                  | 4× Diamante  | - 1.200.000‡    |
| ‡vendas+valores de streaming baseados somente na certificação |              |                 |